# 中華民國憲法學會
中華民國憲法學會是中華民國唯一以憲法學與憲政發展為研究領域的民間學術團體，1951年5月20日在台北市成立時原名中國憲法學會，2005年底改为现名、簡稱中華憲法學會（《中華民國憲法學會章程》第一條），2013年12月19日於臺灣臺北地方法院完成社團法人設立登記。其成立旨在研究憲法精義，弘揚法治精神，並提供意見，協助推行憲政。
學會由張知本先生創立，前總統府資政鄭彥棻擔任第二任理事長，其後1990年第三任林洋港理事長、1997年第四任施啟揚理事長、2001年第五任翁岳生理事長等三任理事長皆由當時之司法院院長兼任。2005年，學會由前司法院大法官吳庚博士專任第六任理事長。2009年，學會由吳庚專任第七任理事長。2013年，學會由德國杜賓根大學法學博士廖義男擔任第八任理事長。2017年，學會由德國慕尼黑大學法學博士蘇永欽擔任第九任理事長。
學會早年具準官方性格，年會都在司法院舉行，年會舉行時間常選在行憲紀念日12月25日；爾後的年會愈來愈具學術性，邀請學者發表專題演講，還常常還伴隨舉辦多場學術研討會。

## 機關刊物
學會機關刊物《憲政時代》1952年8月創刊，於每年一、四、七、十月發行，其中除登載會員論文外，並接受非會員投稿；然而，經由翁岳生前理事長提議，學會理事會決議，2005年起，《憲政時代》委託國立政治大學法學院公法學中心擔任編輯事務。2011年1月，《憲政時代》全新改版。

## 外部連結
- 中華民國憲法學會（页面存档备份，存于）